# Tribunal cantonal (Vaud)

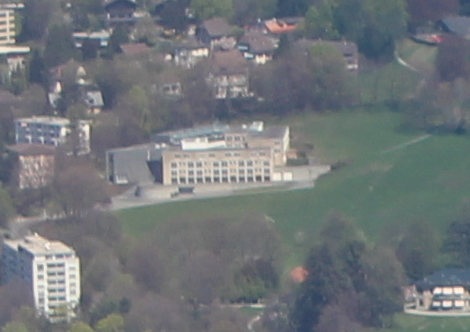
Le Palais de justice de l'Hermitage, siège du Tribunal cantonal vaudois.

Le Tribunal cantonal du canton de Vaud, est l'autorité judiciaire supérieure du canton,.

## Organisation
Il est composé de 44 juges cantonaux et de juges suppléants, élus par le Grand Conseil du canton de Vaud pour la durée de la législature.
Son siège est au Palais de justice de l'Hermitage, à Lausanne. Les grands procès pénaux peuvent aussi avoir lieu dans la « salle d'audience cantonale » à Renens.

### Cours
Les différentes cours du Tribunal cantonal vaudois :
- Cour civile
- Cour d'appel civile
- Chambre des recours civile
- Cour des poursuites et faillites
- Chambre des curatelles
- Cour d'appel pénale
- Chambre des recours pénale
- Cour de droit administratif et public
- Cour des assurances sociales
- Cour constitutionnelle